# رودي لاروسو
رودي لاروسو (بالإنجليزية: Rudy LaRusso)‏ مواليد 11 نوفمبر 1937 في بروكلين - الوفاة 09 يوليو 2004، كان لاعب كرة سلة أمريكي بدأ مسيرته الاحترافية في سنة 1959 وحمل الرقم 35. بلغ طوله 6 قدم 7 بوصة (2.0 م). اعتزل اللعب في 1969.

## فرق لعب لها
- غولدن ستايت ووريورز

## روابط خارجية
- رودي لاروسو على موقع إن بي أي (الإنجليزية)
- رودي لاروسو على موقع سبورتس رفرنس (الإنجليزية)
- رودي لاروسو على موقع كلية كرة السلة في سبورتس رفرنس.كوم (الإنجليزية)
- رودي لاروسو على موقع ريلجم (الإنجليزية)
- رودي لاروسو على موقع بروبوليرز (الإنجليزية)